# رجنسی سنترز
رجنسی سنترز (انگلیسی: Regency Centers) شرکت املاک آمریکایی است، که در سال ۱۹۶۳ تأسیس شد.